# Drottning Viktorias Präsentiermarsch
Drottning Viktorias Präsentiermarsch eller Marsch Nr. 1 der schwedischen Märsche 1745-1790 är en svensk-preussisk marsch skriven under 1700-talet, kompositör okänd, och är sedan 1999 Försvarsmaktens paradmarsch (för alla försvarsgrenar). Som Försvarsmaktens paradmarsch används den i samband med ÖB:s eller ställföreträdare ÖB:s ceremonier eller då honnörsstyrka är sammansatt ur flera försvarsgrenar, såsom vid statsceremoniella tilldragelser.
Ursprunget till marschen är en fransk melodi, som under 1700-talet blev populär i Sverige, och marschen fungerade som präsentiermarsch, motsvarande den svenska paradmarschen, för Füsilier-Regiment Königin Viktoria von Schweden (Pommersches) Nr 34 i Stettin, vars ursprung kan härledas till drottning Ulrika Eleonoras livregemente från 1722, kallat Drottningens livregemente till fot och som verkade fram till 1815 i den svenska krigsmakten, och därefter övergick i preussisk tjänst då Svenska Pommern avträddes samma år. Den svenska pommerska truppfanan (standarte) för regementet i Stettin var i bruk ända till 1918 i Kejsardömet Tyskland. 
Marschen fick sitt svenska namn sedan drottning Victoria blivit hedersöverste vid regementet och "tagit med sig" marschen hem till Sverige och låtit Erik Högberg arrangera den. 
Förankringen till Sverige går också att spåra i marschens likheter med Carl Michael Bellmans Epistel no.33 "Stolta stad" (se Fredmans epistlar).